# HD 37124 b
HD 37124 b是一顆距離地球約108光年的太陽系外行星，位於金牛座，發現於1999年。該行星依照其質量被認為是類木行星。

## 外部連結
- . CAT.INIST.   [2008-06-22]. （原始内容存档于2012-03-29） （法语）.
- Jianghui Ji;  et al. . 2003-05-23. arXiv:astro-ph/0305448  |class=被忽略 (帮助).